# Byron (Kalifornia)
Byron statisztikai település az USA Kalifornia államának Contra Costa megyéjében. Lakosainak száma 1140 fő (2020. április 1.).

## Népesség
A település népességének változása:

| 2010 | 1 277 |
| 2020 | 1 140 |